# Campanula hypopolia
Campanula hypopolia är en klockväxtart som beskrevs av Ernst Rudolf von Trautvetter. Campanula hypopolia ingår i släktet blåklockor, och familjen klockväxter. Inga underarter finns listade i Catalogue of Life.